# Ensayo sobre la naturaleza del comercio en general

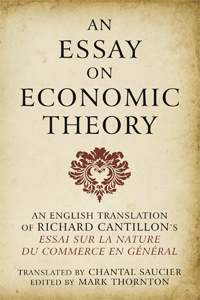
Carátula de An Essay on Economic Theory, traducción al inglés de Essai sur la Nature du Commerce en Général.

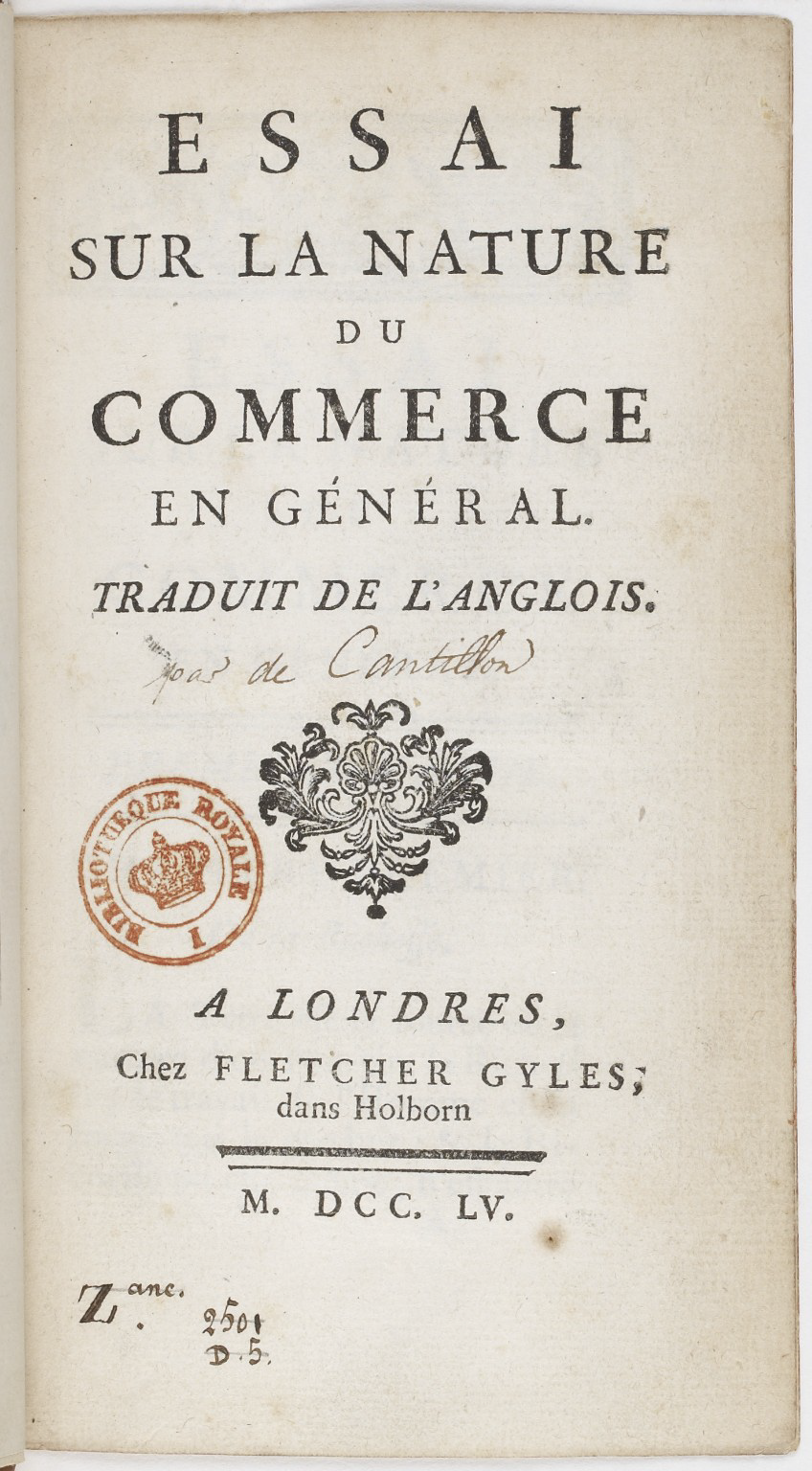
Portada de la primera edición.

Ensayo sobre la naturaleza del comercio en general, (originalmente en francés: Essai sur la Nature du Commerce en Général) es un libro escrito por el economista franco-irlandés Richard Cantillon, en torno a 1730 y publicado veinte años después de su muerte. Este libro fue considerado por William Stanley Jevons como el «precedente de la economía política» y estableció la teoría detrás del efecto Cantillon. Este fenómeno consiste en un efecto desigual de las políticas monetarias sobre la economía ya que la emisión monetaria beneficia a quien imprime el dinero, perjudicando a la población general. Debido a que el dinero de nueva creación no es distribuido ni simultáneamente ni uniformemente a lo largo de la población, el proceso de expansión monetaria supone una transferencia de riqueza hacia quienes acceden primero al nuevo dinero creado (en general el Estado).
La primera edición fue publicada en Londres en 1755 y tiene varias curiosidades. Primero, no figura el nombre del autor, aunque la autoría de la obra está fuera de dudas. Segundo, fue publicada en Londres pero en idioma francés, quizá porque el francés era la lingua franca de la época. Tercero, la obra fue traducida de un original en inglés, "traduit de l'anglois" [sic]. La traducción habría sido hecha por el propio Cantillon. Sin embargo, el original inglés no se conservó, por eso para publicarla en inglés fue necesario volver a traducirla del francés.
Este ensayo es la única obra conocida de Richard Cantillon. En ella el autor realiza un análisis sobre la mayor parte de los elementos de la economía de su tiempo, en la que existen elementos fisiócratas, mercantilistas, clásicos e incluso de la escuela austriaca y keynesianos.